# Mayazomus estor
Espèce
Synonymes
- Heteronochrus estor Armas & Víquez, 2010

Mayazomus estor est une espèce de schizomides de la famille des Hubbardiidae.

## Distribution
Cette espèce est endémique du département d'Izabal au Guatemala,. Elle se rencontre vers El Estor.

## Description
Les mâles mesurent de 2,80 à 2,90 mm et la femelle paratype 3,10 mm.

## Systématique et taxinomie
Décrite dans le genre monotypique Heteronochrus, cette espèce a été transférée dans Mayazomus par Monjaraz-Ruedas et Francke en 2015.

## Étymologie
Son nom d'espèce lui a été donné en référence au lieu de sa découverte, El Estor.

## Publication originale
- Armas & Víquez, 2010 : Nuevos Hubbardiidae (Arachnida:Schizomida) de América Central. Boletin de la Sociedad Entomológica Aragonesa, vol. 46, p. 9-21 (texte intégral).